# Hyangnam-eup
Hyangnam-eup (koreanska: 향남읍) är en köping i den nordvästra delen av Sydkorea,  50 km sydväst om huvudstaden Seoul. Den ligger i kommunen Hwaseong i provinsen Gyeonggi.